# Einsingen (Ulm)
Einsingen ist ein am 1. Juli 1974 nach Ulm eingemeindetes Dorf mit 2775 Einwohnern (31. Dezember 2023) und liegt 8,5 km südwestlich des Hauptortes. Die Fläche der Gemarkung beträgt 516 ha. Das Dorf befindet sich am Hochsträß.

## Geschichte
Auf der Gemarkung finden sich Siedlungsreste der Hallstattzeit. Der Ort hat vermutlich alemannische Wurzeln aufgrund seiner Endung -ingen, wurde jedoch erst 1283 urkundlich erwähnt. Seit 1454 wurden durch einen Kaplan Messen im Dorf gelesen, seit 1845 durch einen Pfarrherren. Schulunterricht wurde erst 1704 nach mehreren Versuchen im Armenhaus abgehalten. 1830 erhielt die Gemeinde ein eigenes Schulgebäude, in welchem später die Ortsverwaltung war. Ein neuerer Bau wurde 1954 errichtet. Im 19. Jahrhundert ließen sich neben der Landwirtschaft erste kleinere Gewerbe nieder.
Das Dorf verfügt über einen eigenen Ortschaftsrat, der gegenüber dem Stadtrat eine beratende Position hat.

## Geografie

### Fließgewässer
Der Rötelbach entspringt in einer Senke zwischen Eggingen und Einsingen und durchfließt Einsingen.

## Kultur und Sehenswürdigkeiten
Das Ortsbild wird durch die katholische Kirche St. Katharina geprägt.
Durch das Dorf führt der Oberschwäbische Jakobsweg von Ulm nach Konstanz.

## Wappen
Eine uralte Überlieferung, vielleicht ist es auch nur Sage, weiß zu berichten: Als einst der Pfarrer von Einsingen zu seiner gnädigen Herrin, der Frau Äbtissin von Söflingen, befohlen war, fragte ihn dieselbe auch nach seinen Pfarrkindern. Der Pfarrer, bereits ein alter Herr, der seinen Schäflein von Einsingen schon gut Ding 30 Jahre predigte und sie daher wohl kannte, erwiderte seufzend: „Ach Ihro Gnaden, sie wollen halt von ihrer Unbotmäßigkeit und Streitsucht gar nicht lassen.“
Die Äbtissin, eine kluge und verständige Frau, gab darauf dem Pfarrer den Rat: „Lass Er ihnen die Friedenstaube an den Chorbogen ihrer Kirche malen, damit sie, so oft sie zum Altare blicken, auch an den Frieden gemahnt werden.“
Auf dem Heimweg überdachte der Pfarrer die Worte der Äbtissin und beschloss bei sich, dieselben in die Tat umzusetzen. Als bald darauf, anno 1772, die Kirchendecke neu gemacht und schön mit Stuck verziert wurde, da ließ der Pfarrer durch den Stuckateur über dem Chorbogen eine Kartusche anbringen und darin auf rotem Grund eine weiße Friedenstaube auf grünem Dreiberg stehend setzen. Das Bildwerk gefiel den Einsingern so gut, dass sie die Taube in einer gusseisernen Platte auch an ihrem Brunnenkasten anbringen ließen, ja sogar sie als Wappentier in ihr Amtssiegel aufnahmen. So kamen die Einsinger zu ihrem Wappen.